# Sajmon Brener
Dr. Sajmon Brener je izmišljeni lik koji je tumačio Dejvid Lajons u televizijskoj seriji Urgentni centar. Dodavanje Dejvida Lajonsa u glavnu postavu bilo je u 1. epizodi 15. sezone.

## O liku
Sajmon Brener je uveden u kao novi odeljenski lekar Urgentnog centra kada je prvi put viđen u krevetu sa dve žene pre nego što je došao na svoju prvu smenu. Njegov lik je površno jako ljubak, pogotovo sa ženama. Iako je Brener nadareni lekar, nije voljan da deli svoje znanje i predaje novim studentima. Iako su ga stalno opominjali da radi u bolnici u kojoj se i pradaje, on je i dalje odbijao da objašnjava postupke onima kojima je to trebalo ili koji su to želeli. Spavao je sa jednom studentkinjom, a kasnije ju je i romantično i poslovno uvredio. Kad je Prat obavestio dr. Anspa o Brenerovom ponašanju, tada se otkrilo da je Brener Anspov sestrić.

## Sezona 14
Na kraju 14. sezone su se Sajmon i Nila žučno posvađali tokom čega mu je ona rekla da je u Opštoj samo zbog porodičnih veza preko Anspa i izribala ga rekavši mu da ga nigde drugde ne žele. To je dovelo do toga da provedu noć zajedno.

## Sezona 15
Ponovo su spavali u 15. sezoni i počeli da se ponašaju kao stari bračni par. Sajmon je kasnije prikazan sa devojkom koja radi tezu u o Bliskom istoku na univerzitetu "Čikago". Pri kraju 15. sezone mu je Nila rekla da nemaju nikakvu romantičnu budućnost iako su sporazumno raskinuli.
U epizodi "Doba nevinosti" je otkriveno da je Brenera kao malog polno zlostavljao dečko njegove majke. Moris je hteo da on sebi pomogne da prebrodi tu povredu, ali mu je Brener rekao da on to "prebrođuje na svoj način". Kasnije je u epizodi "Promena ravnoteže" Brener prikazan kako odlazi kod psihologa i prebrođava to što je polno zlostavljan.
Na kraju serije u epizodi "I na kraju..." je Brener prikazan kako predaje i daje podršku studentkinji Džuliji Vajs posle smrti jednog bolesnika.